# Totò che visse due volte
Totò che visse due volte és una pel·lícula italiana del 1998 dividida en tres episodis, numerada i sense títol, escrita i dirigida pel duo Ciprì e Maresco.

## Argument

### Primer episodi
Paletta, el ximple del poble menystingut i humiliat per tothom, porta la seva existència trista i solitària intentant desfogar els seus irrefrenables impulsos sexuals. Gran assistent de projeccions porno, intenta aprofitar l’arribada d’una prostituta per poder finalment tenir una relació sexual amb una dona. El pobre Paletta, que viu amb la seva anciana mare, no té la suma de diners necessària. Però l’ocasió és tan gran com el desig de posseir la prostituta: Paletta concep per fer el gest extrem de robar les ofertes d’un capitell votiu construït pel cap de la màfia local per homenatjar la memòria de la seva mare morta.
Un cop disposa dels diners necessaris per pagar la prostituta, Paletta es dirigeix a la seva casa esperant el seu torn s’escolta un tro amenaçador, el soroll del qual sembla redimir tots els clients ...), quan de sobte entren uns atracadors armats amb ganivets que roben a tots els clients i fugen. Per tant, Paletta veu com el seu projecte s’esvaeix i el capo aconsegueix rastrejar l’autor del robatori del capitell: el Pobre Paleta, a més dels danys que pateix, també s’enfrontarà al càstig del caop, com un Crist que va a trobar-se amb el seu calvari.

### Segon episodi
El segon episodi se centra en la vetlla funerària de Pitrinu, un homosexual de mitjana edat i benestant. Al costat del llit de mort hi ha l’anciana mare de Pitrinu, altres dones i familiars grans i el violent Bastiano, germà del mort, oposat a l'homosexualitat del difunt. Fefè, la parella de Pitrinu, recorda els moments en què es va conèixer i va fingir enamorar-se del difunt, jurant-li amor etern. Però vacil·la a presentar-se a la vetlla funerària, tement la reacció de Bastiano.
Obligat a anar amb dos amics del morts amb la mare del difunt que veu la seva espera recompensada, és amenaçat per Bastiano. Però, davant del mort, els records romàntics semblen desaparèixer i pren una forma creixent de recriminació i negativa cap a Pitrinu i el temps dedicat a la seva companyia. Finalment creix la rancúnia i Fefè, que contràriament a Pitrinu era un miserable que amb prou feines aconsegua menjar, en un rampell roba un preciós anell del dit del mort, roba el formatge de Bastiano per alimentar-se i fugir de l’habitació. Tornant a casa seva, Fefè menja part del formatge i, després d’insultar la memòria del difunt, se’n va al llit. A la nit, la casa està envaïda per rates, que devoren el formatge i mantenen Fefè atordit.

### Tercer episodi
El tercer episodi és una reinterpretació dels darrers dies de vida del Messies. Un àngel improbable descendit a terra pren una gallina dels embuts d'un minusvàlid mental que la violava, i la protegeix gelosament. Alhora una figura ombrívola intenta robar-lo i li colpeja al cap amb una pedra. Tan aviat com es va recuperar, l’àngel continua el seu viatge i es troba en un edifici desgastat envoltat d’un grup d’obesos que li esquinça les ales sodomitzant -lo brutalment en grup. En la violència hi partricipa el discapacitat que en el desenvolupament de la pel·lícula també violarà violentament una estàtua de la Madonna. Mentrestant Totò, un antic Messies amb caràcter sorrut, creua els llocs desolats i degradats controlats per la màfia, acompanyat d'un pedant nan geperut, Judah, que li demana constantment que sigui Miraculós per poder trobar finalment una dona.
Un dia està convençut per la família de Lazzaro de ressuscitar el familiar dissolt en àcid pel vell capo Don Totò, però Lazzaro acabat de ressuscitar comença a meditar venjança corrent al carrer com un frenètic. Els assassinats dels tinents del clan Don Totò se succeeixen a un ritme vertiginós i, a continuació, el vell cap ordena als seus "mandatariss" investigar com Lazzaro ha pogut tornar a la vida. El nan deformat Judah (que havia estat meditant venjança perquè el Messies no li va curar les seves deformitats) revela a Don Totò de la resurrecció de Lazzaro pel Messies; el cap li concedirà a canvi una relació sexual amb una prostituta.
Estem a la Santa Cena: els apòstols, vulgars i acostumats a menjar i beure, ni tan sols esperen el retorn a la taula del Messies, allunyant-se momentàniament per anar a "pixar", i comencen a consumir el Últim àpat. Al mig sopar, Judah s’aixeca i fa un petó a Totò, que de seguida és emportat pes figures sinistres. Per un moment, els apòstols deixen de menjar i callen; un d'ells exclama la dita clàssica siciliana agneddu e sucu e finiu u vattiu!", desencadenant la hilaritat general, i després continuen bevent i menjant. El vell cap Don Totò interroga a Totò, i al final el fa dissoldre submergint-lo en una banyera plena d’àcid. Tres creus s’aixequen a la muntanya, els condemnats són Paletta, Fefè i discapacitat violador de la gallina, l’àngel i l’estàtua de la Madonna.

## Repartiment
- Salvatore Gattuso: Totò/Don Totò
- Carlo Giordano: Fefè
- Pietro Arcidiacono: Pitrinu
- Antonino Carollo: Don Nenè
- Camillo Conti: Tremotori
- Marcello Miranda: Paletta
- Baldassarre Catanzaro: Bastiano
- Giuseppe Pepe: Zà Concetta
- Giovanni Rotolo: el pare de Pitrinu
- Giuseppe Pedalino: Guardià dels porcs
- Michele Monardo: acordionista del primer episodi
- Angelo Prollo: primer client / apòstol
- Leonardo Aiello: Paletta Pursuer
- Antonino Cirrincione: Cascino
- Michele Monardo: acordionista
- Aurelio Viewfinder: segon client
- Rosolino Spatula: tercer client
- Vincenzo Girgenti: quart client
- Antonino acompanyant: primer lladre
- Niccolò Villafranca: segon lladre
- Giuseppe Mulè: Tercer lladre
- Michele Dia: creient cec
- Baldassare Catanzaro: Bastiano
- Giuseppe Pepe: Zà Concetta
- Antonino Aliotta: Solino
- Vincenzo Picacciarelli: Salvino
- Giuseppe Empoli: Zà Rosalia
- Giovanni Rotolo: el pare de Pitrinu
- Puntuació de Salvatore: Zombies
- Salvatore Farina: vidu
- Gaspare Marchione: Dona morta
- Salvatore Puccio: propietari
- Francesco Anitra: Judes
- Fortunato Cirrincione: Lazzaro
- Gioacchino lo piccolo: minico
- Paolo Alaimo: primer àngel
- Antonello Pensati: segons Angelo
- Giacomo Casisa: primer cap
- Rosario Caporrimo: segon cap
- Salvatore Santoro: tercer cap
- Salvatore Lo Verso: primer scagnozzo
- Rosolino Landolino: Second Scagnozzo
- Anton Giulio Pandolfo: Tercer Scagnozzo
- Antonino Ribaudo: primer violador
- Michele Rubino: segona violadora
- Claudio Gnoffo: tercer violador
- Antonino Zuccaro: Relatiu de Lazzaro
- Francesco Arnao: Maddalena / Apòstol
- Francesco Tirone: ciclista / apòstol
- Giovanni lo Giudice: Apòstol

## Producció
| «                 | La pel·lícula està impregnada amb un fort sentiment religiós, però certament no de l'església ... és el sentiment dels que se senten abandonats, d'una humanitat desconcertada que sent la manca de Déu, com passa, fent proporcions degudes , als personatges de Dostoevski. | » |
| — Ciprì e Maresco | |   |

Està situat en un monstruós i apocalíptic Palerm ple de personatges grotescs i blasfems. La pel·lícula viu en un contrast entre materialisme, nihilisme nietzschià i una forta connotació escatològica, ni tan sols mancaven missatges morals, que un espectador atent pot comprendre en un context d’aparent contradicció.
El tema que uneix els tres episodis és precisament la mort de Déu, i el pessimisme vers un futur en què la humanitat sembla no alimentar esperança, ocupada en satisfer només els seus propis instints i necessitats naturals.
Tanmateix, és possible "escoltar" un desesperat crit d'ajuda, que, entre altres coses, sembla caure en el buit sufocat pels éssers humans. En el tercer episodi, en particular, el contrast entre Totò (una mena de messies molt humanitzat) i el cap de la màfia Don Totò, ambdós interpretats per Salvatore Gattuso, simbolitza el contrast entre el mal i el bé inherent a l’ésser humà amb l’inevitable prevalència del mal i de la violència.
Les escenes emblemàtiques són les del cap de la màfia que fa que el profeta es dissolgui en àcid, el de l'àngel a qui esquincen les ales i és violat i la del discapacitat que implora l’amor de Madonna (Mare de totes les mares) violant una de les seves estàtua de fusta.
Al documental Come Inguaiammo il cinema italiano els autors diuen que originalment havien proposat el paper de Don Totò a Ciccio Ingrassia, que s’hauria negat per la seva elecció d’abandonar el món del cinema.

## Controvèrsies
Finançada amb contribucions públiques, ja que es considerava "interès cultural nacional" (1.178 milions de lires), a la vigília del seu llançament als cinemes la pel·lícula va ser declarada "prohibida a tothom" per la censura italiana. Entre els motius que es van donar per no concedir el permís, la Comissió de revisió de la pel·lícula va jutjar la pel·lícula "degradant per" la dignitat del poble sicilià, del món italià i de la humanitat ", ofensiva a la moral, amb" menyspreu explícit per la Sentiment religiós "i que conté" escenes blasfèmiques i sacríleges, imbuïdes de degradació moral ". Posteriorment es va desbloquejar en apel·lació.
Amb només 6.422 espectadors i una recaptació de 68 milions de lires en els primers tres dies de programació cinematogràfica, tenint en compte també una distribució molt limitada i la prohibició a menors de 18 anys, la pel·lícula no va tenir gaire èxit al cinema. Malgrat això, es va plantejar un gran debat sobre la funció moderna i la utilitat de la censura, cosa que va provocar l’aprovació d’un projecte de llei destinat a abolir la censura preventiva imposada a una audiència majoritària. D’una banda, polítics com el senador de Alleanza Nazionale Michele Bonatesta i diverses associacions catòliques convidades a boicotejar la pel·lícula considerada blasfèmia i sacrílega,de l’altra polítics com Walter Veltroni (que va proposar el projecte de llei per a l’abolició de la censura) i diversos intel·lectuals van recolzar la llibertat d’expressió i el dret de lliure elecció individual d’un adult.

## Crítiques
Segueixen algunes de les opinions principals dels crítics:
- Lietta Tornabuoni, La Stampa:[7]

| « | ...Fantàstic: la pel·lícula simbolitza per tant dos canvis en els costums italians. D’una banda, el final de la censura per a adults s’accelerava al país: el fet que hagués estat totalment rebutjada i exclosa per a tothom per una primera comissió de censura i les conseqüents protestes, va contribuir sens dubte a l’aprovació del Consell de Ministres d’un projecte de llei que s’ha de sotmetre al parlament que impedeix a la censura vetar, prohibir i sostraure qualsevol pel·lícula al públic, que limiti els poders dels censors a les prohibicions a menors. D'altra banda, Totò che visse due volte ofereix proves, amb els seus pocs espectadors, que l'escàndol ja no paga... | » |

- Irene Bignardi, La Repubblica:[9]

| « | ... Ciprì e Maresco – el talent antiretòric dels quals en el context de la melassa televisiva antologitzada del Blob està més que convençuda, condueixen una fórmula buida al cinema, que precisament per a la violència frontal de la representació no té com a efecte la denúncia que es va establir i que, explícit fins a les conseqüències extremes la desagradable posada en escena, no deixa lloc a cap reacció emocional, tret de les rialles que algunes ànimes infantils tenen el coratge d’afrontar un ximple o un home pobre que es frega contra la imatge d’una Madonna... | » |

- Il Morandini:[10]

| « | ...amb programes explícitament blasfems en el seu desesperat nihilisme, toquen temes sagrats al primer i sobretot al tercer episodi en què, de manera distorsionada grotescament, la història de Llàtzer segons el ritu de la màfia de la dissolució en l’àcid i el de la crucifixió. Pel·lícula monocroma, monocorde i monòtona que no escapa de la sospita d'una maledicció estètica obsessiva: una obra sense pietat cap a la mateixa humanitat que narra... | » |

- Il Farinotti:[11]

| « | L'habitual Palerm, on la degradació ho consumeix tot. La tesi dels dos directors és que tot es destrueix i els únics impulsos són el sexe (repugnant, esgarrifat) i el fàstic general. La representació vol ser extrema, el fil és el de l’anterior Zio di Brooklyn. Continuem pensant que la pràctica del xoc amb les imatges no és difícil, només decidiu-ho. A Zio hi va haver uns moments de força expressiva, aquí només hi ha presumpció i la prepotència d’una actitud que no hi és... | » |

- FilmTV.it:[12]

| « | Dividit en tres episodis que entrellacen llocs i personatges, construïts a través d’imatges de absoluta polidesa compositiva, "Totò" és el contrari exactament de totes les dotzenes de productes que els supermercats de la imatge ofereixen diàriament. Les pel·lícules estrictament d’autor (de les que encara heu de tenir el coratge de fer, de produir i anar a veure), a prop entre el dolor abismal de Pasolini i la ferocitat nociva de Buñuel, té una seguretat dura en edició que ens fa venir al cap Scorsese. | » |